# Таємна збройна організація
Та́ємна збр́ойна організ́ація (OAS — фр. Organisation de l'armée secrète) — підпільна ультраправа дисидентська парамілітарна організація, яка діяла на территорії Франції, Алжиру та Іспанії в завершальний період Алжирської війни (1954—1962). Намагаючись перешкодити звільненню Алжиру від французького колоніального панування, OAS здійснювала акти терору, включно з вибухами та вбивствами. Гасло організації — L’Algérie est française et le restera («Алжир — французький і таким залишиться»).
OAS сформувалась на основі вже існуючих підпільних мереж, які називали себе «контртерористами», «групами самооборони» або «опором», та з початку війни здійснювали напади на представників Фронту національного визволення Алжиру (ФНВ) та їхніх прихильників. Офіційно була створена в Мадриді в січні 1961 року як відповідь ряду французьких політиків і військових на референдум про самовизначення Алжиру, який пройшов 8 січня 1961 року за ініціативою президента де Голля.
Вибухами та вибірковими вбивствами як на території Франції, так і Французького Алжиру, які, за різними оцінками, призвели до 2000 смертей у період з квітня 1961 по квітень 1962 року, OAS намагалися запобігти незалежності Алжиру. Кульмінацією цієї терористичної кампанії стала серія нападів, що слідувала за підписанням Евіанських угод в березні 1962 року, які поклали початок формальному визнанню незалежності Алжиру та відтоку франкоалжирців. Терористи здійснили замахи на життя президента де Голля та філософа-екзистенціаліста Жана-Поля Сартра, який підтримував ФНВ.
В OAS все ще є прихильники серед французьких націоналістів. У липні 2006 року вони спробували запалити вогонь на могилі Невідомого солдата в пам'ять про різанину в Орані 5 липня 1962 року.